# Clásica de San Sebastián 2005
La 25º edición de la Clásica de San Sebastián se disputó el 13 de agosto de 2005, por un circuito por Guipúzcoa con inicio y final en San Sebastián, sobre un trazado de 225 kilómetros. La prueba perteneció al UCI ProTour 2005.
El ganador de la carrera fue el español Constantino Zaballa, del equipo Saunier Duval-Prodir, seguido por el también español Joaquim Rodríguez y el italiano Eddy Mazzoleni.

## Clasificación final
| Posición | Ciclista             | Equipo               | Tiempo     |
| -------- | -------------------- | -------------------- | ---------- |
| 1        | Constantino Zaballa  | Saunier Duval-Prodir | 5h 24' 18" |
| 2        | Joaquim Rodríguez    | Saunier Duval-Prodir | + 31"      |
| 3        | Eddy Mazzoleni       | Lampre-Caffita       | + 31"      |
| 4        | Stefano Garzelli     | Liquigas-Bianchi     | + 31"      |
| 5        | Jon Bru              | Kaiku                | + 31"      |
| 6        | David Moncoutié      | Cofidis              | + 31"      |
| 7        | Haimar Zubeldia      | Euskaltel-Euskadi    | + 31"      |
| 8        | Unai Yus             | Bouygues Telecom     | + 40"      |
| 9        | Leonardo Bertagnolli | Cofidis              | + 40"      |
| 10       | Samuel Sánchez       | Euskaltel-Euskadi    | + 43"      |